# Caprino della Limina
Il formaggio Caprino della Limina è uno dei Prodotti agroalimentari tradizionali italiani della provincia di Reggio Calabria a base di latte, l'area di produzione è il territorio della Comunità Montana della Limina, i comuni di Mammola, Grotteria, San Giovanni di Gerace, Martone, Gioiosa Jonica, Canolo, Gerace e i comuni limitrofi di Marina di Gioiosa Jonica, Siderno e Agnana Calabra.

## Disciplinare
Il “Formaggio Caprino della Limina” si ottiene dal latte delle capre di varie razze indigene raggruppate in mandrie e condotte giornalmente in pascoli col sistema brado allevate nelle zone montane e collinari. Questi animali si adattano bene al clima locale, danno un'ottima resa e, grazie alla grande varietà di erbe, il latte prodotto è di alta qualità. La commercializzazione del caprino viene fatta direttamente dai produttori e nei negozi locali. Essendo molto richiesto, non si riesce a soddisfare le richieste dei consumatori. Negli ultimi anni, la produzione del formaggio caprino è diminuita in quanto alcuni allevatori hanno sostituito le capre con mucche da latte, perché più redditizie. È tradizione che i pastori, ancora oggi come una volta, pagano il fitto dei pascoli in natura con adeguata quantità di formaggio. Il caprino, considerato il più antico dei formaggi, deve essere conservato per circa 8-12 mesi per la stagionatura nelle cantine dove viene curato esternamente con un'emulsione di olio d'oliva e un po' di aceto Qualche volta si aggiunge un po' di pepe rosso macinato. Può capitare che durante la stagionatura alcune forme, per effetto di particolare fermentazione sviluppino internamente piccoli vermi che conferiscono al formaggio un gusto del tutto particolare che lo rendono ricercato da tanti estimatori. L'intera pelle della capra rovesciata, conciata e tratta opportunamente è utilizzata come mantice nella costruzione artigianale delle zampogne.
Si può considerare un formaggio, con una produzione limitata e prevalentemente artigianale, ma molto richiesto dai consumatori. Il “Formaggio Caprino della Limina” viene usato nei piatti tipici calabresi: in particolare per la preparazione delle melanzane ripiene (piatto tipico della cucina del territorio della Comunità Montana e calabrese), grattugiato sulle paste caserecce, nella preparazione delle polpette, nelle frittate e ripieni in genere, ecc.
In questi ultimi anni viene usato anche in piatti della cucina nazionale ed estera.
Il formaggio varia di sapore a seconda della durata della stagionatura, che va dal sapore leggero quando è fresco fino al forte e piccante a fine stagionatura, viene usato anche negli antipasti e a fine pasto accompagnato con vini locali o calabresi.
I capi caprini censiti nei territori dei Comuni sono: Mammola 1850; Grotteria 500; San Giovanni di Gerace 400; Martone 75; Gioiosa Jonica 1050; Canolo 800; Gerace 650; Marina di Gioiosa Jonica 600; Siderno 220; Agnana 95.

## Descrizione sintetica del prodotto
Il “Formaggio Caprino  della Limina” si ottiene esclusivamente dal latte di capra. L'aroma è particolare, il sapore forte, con caratteristica di piccantino, può essere consumato fresco o stagionato da 8 a 12 mesi.
- Ingredienti utilizzati: latte di capra e caglio.
- Forma: cilindrica.
- Dimensioni medie: diametro 15 cm, altezza 10 cm.
- Peso medio: da 1 a 2,5 kg.
- Sapore: Il sapore forte, con caratteristica di piccantino che varia d'intensità e profumo col mutare delle stagioni.
- Odore: di formaggio che varia con la stagionatura.
- Colore: il colore esterno è giallo chiaro, all'interno è bianco.

## Lavorazione prodotto
Si versa il latte caprino appena munto in un pentolone. Si scioglie il caglio (prodotto estratto dallo stomaco dei caprettini e messo a stagionare) in poca acqua e la si versa in latte ancora crudo. Si mescola il tutto e lo si lascia cuocere un'ora circa. Quando il contenuto si addensa, si mescola con un cucchiaio di legno, fino a che non diventa di nuovo liquido. Pian piano si estrae il formaggio separato dalla lacciata (latte sgrassato) con le mani e lo si mette dentro le forme di junco comprimendolo fino a quando non è ben scolato. Dopo la si rimette nella forma per un giorno ancora, quindi la, si toglie e la si lascia stagionare. Hanno a questo punto inizio le operazioni di cura e protezione del formaggio, cospargendo un velo d'olio sull'intera superficie. Queste particolari tecniche di produzione fanno del formaggio caprino della Limina un prodotto tipico di grande pregio.
- Periodo di produzione: tutto l'anno in particolare dal mese di dicembre a giugno
- Maturazione stagionatura del prodotto: da 8 a 12 mesi.
- Conservazione: nelle cantine dove viene curato esternamente con un'emulsione di olio d'oliva e un po' di aceto.
- Materiali utilizzati: i pentoloni sono di acciaio e i cucchiai sono di legno di erica. I contenitori del formaggio caprino si chiamano fasceji (fatte di junco) di forma

rotonda.
- Altri attrezzi:
  - La mastreja è una tavola usata a mo' di gocciolatoio per la premitura del formaggio.
  - Il culaturi è uno scolino in acciaio per filtrare il latte.
  - Il minaturi è un bastoncino in legno a punta ramificata.
- Locali dove avviene la produzione: Ambienti che si usano esclusivamente per la trasformazione del latte.

Il Caprino della Limina con la suddetta scheda è stato incluso dal Ministero delle politiche agricole alimentari e forestali nell'Elenco Nazionale dei Prodotti Agroalimentari Tradizionali (Suppl. Ord. Gazzetta Ufficiale N°167 del 18-7-02 pag. 10 N°44).